# Терми Зевксіппа
Терми Зевксіппа — комплекс  громадських лазень на акрополі  Константинополя.

## Історія
Терми  побудовані при  Септимії Севері на агорі в центрі міста впритул з  іподромом. Імператор хотів, щоб лазні називали його ім'ям, але городяни звали їх Зевксіппом (дав.-гр. Ζεύξιππος, дос. «запрягати коней»). За різними версіями, назва походить від ближніх статуй Зевса на коні або фракійського бога Сонця Зевксіппа, або ж від  мегарського царя Зевксіппа, чиїм ім'ям названа агора. Терми Зевксіппа були дуже популярні серед народу та стали важливою частиною суспільного життя. Вони були багато прикрашені мозаїками та статуями з різних регіонів імперії. В екфразі  Хрістодора Коптського згадуються 80 статуй богів, міфічних персонажів і знаменитих людей, абсолютна більшість яких належали грецькій культурі. Центральний двір комплексу був гімнасій, також були торгові лавки.
Терми, як і багато інших будівель, зруйновані під час повстання «Ніка», після якого Юстиніан I перебудовував акрополь. Відбудовані терми Зевксіппа втратили значну частину своїх багатств. Тепер дві сторони бань впритул межували з комплексом  Великого палацу, або ж, як пише Іоанн Зонара, були з'єднані з ним. Терми продовжували використовуватися за прямим призначенням до VIII століття, в 713 тут осліплений імператор  Філіппік. Потім будівля використовувалася як в'язниця Нумера і державний цех з виробництва дефіцитного в Європі шовку.
У середині XVI століття будівлі терм вже не існувало, на його місці Сулейман I побудував хамам, названий на честь  Роксолани (Хасекі Хюррем Султан Хамами).
У 1927-1928 на місці терм проведені розкопки, знайшли кілька статуй та скелетів. Зараз на цьому місці розбитий парк Султанахмет, реконструйований Хасекі Хамами діє і в наші дні.